# Гунченко, Виктор Валерьевич
Виктор Гунченко (род. 25 августа 1994, Новоникольское, Северо-Казахстанская область) — казахстанский футболист, защитник клуба «Окжетпес».

## Биография
Футбольную карьеру начал в 2011 году будучи игроком клуба «Кызылжар». Вместе с командой в десятых годах становился бронзовым и серебряным призёром Первой лиги. В 2018 году дебютировал в Премьер-лиге, но «Кызыл-Жар СК» сразу вылетел в Первую лигу. В 2019 году выигрывает Первую лигу и возвращается в высший дивизион страны. На октябрь 2020 года сыграл за «Кызылжар» более 170 матчей. В июне 2021 года контракт с «Кызылжаром» был расторгнут по обоюдному соглашению сторон.
С января 2022 года — игрок «Окжетпеса».

## Достижения
«Кызыл-Жар»
- Победитель Первой лиги: 2019
- Серебряный призёр Первой лиги: 2017
- Бронзовый призёр Первой лиги: 2016

«Улытау»
- Серебряный призёр Первой лиги Казахстана: 2024

## Статистика
| Клуб             | Сезон            | Лига | Лига | Кубки | Кубки | Еврокубки | Еврокубки | Итого | Итого |
| Клуб             | Сезон            | Игры | Голы | Игры  | Голы  | Игры      | Голы      | Игры  | Голы  |
| ---------------- | ---------------- | ---- | ---- | ----- | ----- | --------- | --------- | ----- | ----- |
| Кызыл-Жар        | 2011             | 18   | 1    | —     | —     | —         | —         | 18    | 1     |
| Кызыл-Жар        | 2012             | 9    | 0    | —     | —     | —         | —         | 9     | 0     |
| Кызыл-Жар        | 2013             | 33   | 0    | 1     | 0     | —         | —         | 34    | 0     |
| Кызыл-Жар        | 2014             | 15   | 0    | —     | —     | —         | —         | 15    | 0     |
| Кызыл-Жар        | 2015             | 17   | 1    | —     | —     | —         | —         | 17    | 1     |
| Кызыл-Жар        | 2016             | 24   | 1    | 2     | 0     | —         | —         | 26    | 1     |
| Кызыл-Жар        | 2017             | 22   | 2    | 3     | 0     | —         | —         | 25    | 2     |
| Кызыл-Жар        | 2018             | 18   | 0    | 1     | 0     | —         | —         | 19    | 0     |
| Кызыл-Жар        | 2019             | 25   | 4    | 3     | 1     | —         | —         | 28    | 5     |
| Кызыл-Жар        | 2020             | 15   | 0    | —     | —     | —         | —         | 15    | 0     |
| Кызыл-Жар        | 2021             | 1    | 0    | —     | —     | —         | —         | 1     | 0     |
| Кызыл-Жар        | Итого            | 197  | 9    | 10    | 1     | —         | —         | 207   | 10    |
| → Кызыл-Жар М    | 2018             | 4    | 1    | —     | —     | —         | —         | 4     | 1     |
| → Кызыл-Жар М    | 2021             | 2    | 0    | —     | —     | —         | —         | 2     | 0     |
| → Кызыл-Жар М    | Итого            | 6    | 1    | —     | —     | —         | —         | 6     | 1     |
| Окжетпес         | 2017             | 26   | 2    | 1     | 0     | —         | —         | 27    | 2     |
| Окжетпес         | 2017             | 22   | 1    | 2     | 0     | —         | —         | 24    | 1     |
| Окжетпес         | Итого            | 48   | 3    | 3     | 0     | —         | —         | 51    | 3     |
| Улытау           | 2024             | 23   | 2    | 1     | 0     | —         | —         | 24    | 2     |
| Улытау           | Итого            | 23   | 2    | 1     | 0     | —         | —         | 24    | 2     |
| Всего за карьеру | Всего за карьеру | 274  | 15   | 14    | 1     | —         | —         | 288   | 16    |